# Campaneta i la llegenda de la bèstia
Campaneta i la llegenda de la bèstia (originalment en anglès, Tinker Bell and the Legend of the NeverBeast) és una pel·lícula fantàstica d'animació per ordinador estatunidencade 2015 dirigida per Steve Loter. És la sisena i última entrega de la sèrie de pel·lícules Campaneta, basada en el personatge de la Campaneta de Peter Pan i Wendy de James Matthew Barrie. Aquest va ser l'últim llargmetratge produït per Disneytoon Studios tres anys abans del seu tancament el 28 de juny de 2018. També és l'última de les seqüeles de Disney fetes directe per a vídeos després d'una durada de 21 anys. S'ha doblat al català.
Mae Whitman, Lucy Liu, Raven-Symoné, Megan Hilty, Pamela Adlon i Anjelica Huston repeteixen els seus papers en anglès de Campaneta, Silvermist, Iridessa, Rosetta, Vidia i reina Clarion. Ginnifer Goodwin s'uneix al repartiment, substituint Angela Bartys com la veu de Fawn en aquesta pel·lícula, Rosario Dawson s'uneix al repartiment com el nou personatge de Nyx. La cantant Mel B també s'uneix al repartiment amb el nou personatge de Fury a l'estrena britànica, mentre que Danai Gurira li dona la veu a l'estrena estatunidenca.